# Gérardo Giannetta
Gérardo Giannetta est un footballeur français né le 12 septembre 1956 à Ascoli (Italie). Il a été ailier au Stade de Reims.
À noter que ses deux frères cadets Tony et Rosario Giannetta ont également joué dans le club champenois.

## Carrière de joueur
- Breuil
- 1972-1978 :  Stade de Reims (11 matches en division 1)
- 1978-1979 :  CS Fontainebleau (en division 3)
- 1979-1981 :  Stade de Reims (63 matches et 14 buts en division 2)
- 1981-1982 :  Olympique lyonnais (15 matchs en division 1)
- 1982-1983 :  FC Montceau Bourgogne (24 matchs et 2 buts en division 2)
- 1983-1984 :  Roubaix Football (20 matchs et 1 buts en division 2)
- 1986-1987 :  Stade Poitevin FC (en division 3)[1]

## Palmarès
- Finaliste de la Coupe de France en 1977 avec le Stade de Reims
- Vainqueur de la Coupe des Alpes en 1977 avec le Stade de Reims